# カンバン
カンバン、かんばんは、ジャストインタイム生産システムで用いられる生産の指示票。
欧語でも日本語を音訳してkanbanと呼ばれている。
中国語では漢字で「看板」と表記する。

## 概要
通常は、薄い鉄板、プラスチック、紙をラミネートした札表などが用いられている。かんばんには、部品名および数量が書いてある。このかんばんを工程間、納入業者との間でやりとりすることによって工場の生産を管理する。
かんばんには大きく分けて2種類があり、生産管理用の仕掛けかんばんと納入管理用の引取りかんばんがある。
「仕掛けかんばん」は生産ラインに対して用いられ、「引取りかんばん」は主に次工程の生産メインラインとサブラインの間や納入業者との間で使用される。
トヨタ自動車のかんばん方式とは、一定量のかんばんを各工程で流通させることによって、次工程で必要数とされる部品等をタイムリーに管理流通させる仕組みである。
部品が次工程で使用されると、引取りかんばんを持ち前工程に引き取りに行く。引取時に「仕掛けかんばん」を外し、「引取りかんばん」をつける。引取時に外した「仕掛けかんばん」を前工程に戻す際は、発注票として渡され、前工程ではかんばんに明示された数量の製品加工を行う。仕掛けかんばんは、それ自体が生産ライン内を回り、生産工程を制御する。
工場の内では、かんばんは「お金」として扱われる。これは、納品書としての機能を有することもさることながら、生産管理のキーとなる代物なので、破損や紛失を避けるためにも、きちんと取り扱うことを徹底させるためである。
業者間のかんばんには、発注書と納入伝票発行の自動化のためにバーコードが印刷されているものもある。
かんばん方式は、トヨタ自動車が特許を取得している。
1960年のかんばん方式が、社団法人自動車技術会の「日本の自動車技術180選」の「生産技術」部門で選出されている。

## かんばんの表記
かんばん方式を発明したトヨタグループでは平仮名で「かんばん」と表記している。
外部に伝わるにつれて片仮名の「カンバン」も使用されるようになった。
中国語では「看板」（ピンイン: kānbǎn）と表記する。